# کامپوروتوندو دی فیاسترونه
کامپوروتوندو دی فیاسترونه (به ایتالیایی: Camporotondo di Fiastrone) یک کومونه در ایتالیا است که در استان ماچه‌راتا واقع شده‌است.

## خصوصیات
کامپوروتوندو دی فیاسترونه ۸٫۸۳ کیلومترمربع مساحت و ۶۱۳ نفر جمعیت دارد و ۳۳۵ متر بالاتر از سطح دریا واقع شده‌است.